# Dichroa
Dichroa és un gènere d'angiospermes que pertany a la família de les Hidrangeàcies.

## Descripció
Arbustos caducs que arriben als 1-3 metres d'altura, i presenten fulles disposades en parells oposats. Les flors es produeixen en una inflorescència ampla pareguda a les del gènere Hydrangea. El fruit és una baia brillant de color porpra-blau metàl·lic.

## Distribució
Plantes natives de l'est i el sud-est d'Àsia.

## Propietats
Dichroa febrifuga (Xinés: 常山; pinyin: chángshān) és un element important, pel que fa a les herbes medicinals de la medicina tradicional xinesa, on és considerada una de les 50 herbes fonamentals.

## Espècies seleccionades
- Dichroa daimingshanensis
- Dichroa febrifuga
- Dichroa hirsuta
- Dichroa mollissima
- Dichroa yaoshanensis
- Dichroa yunnanensis